# Historyczny park stanowy Ward Charcoal Ovens

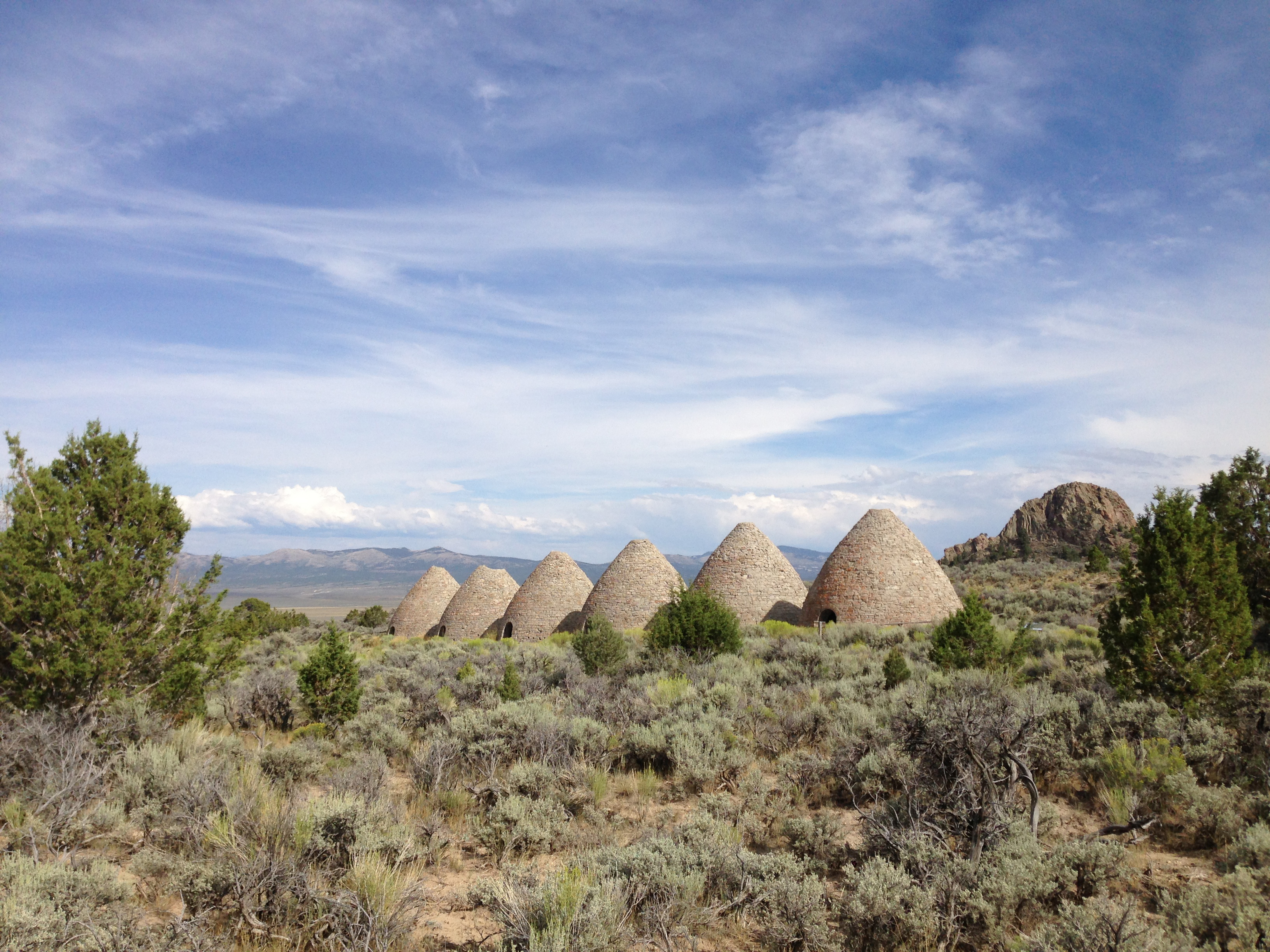
Zabytkowe piece do produkcji węgla drzewnego w kształcie uli

Historyczny park stanowy Ward Charcoal Ovens (ang. Ward Charcoal Ovens State Historic Park) – park stanowy w amerykańskim stanie Nevada, w hrabstwie White Pine, zlokalizowany 29 km (ok. 18 mil) na południe od Ely, utworzony w celu ochrony zabytkowych pieców do produkcji węgla drzewnego w kształcie uli.

## Historia
Sześć pieców zostało zbudowanych w 1876 r. przez The Martin White Company w celu dostarczenia paliwa do okolicznych zakładów przetwarzających rudy metali. Ich wykonawcami byli szwajcarscy i włoscy rzemieślnicy, zwani Carbonari. Do budowy tych obiektów użyto kwarcu zmieszanego z tufem wulkanicznym, wydobytym z pobliskich wzgórz. Kształt ula ułatwia kontrolę nad procesem przekształcania drewna w węgiel, odbija znaczną część unoszącego się ciepła do środka. Dzięki czemu możliwe było wyprodukowanie węgla, nawet z opornych gatunków drewna. M.in. sosny, jałowca, osiki, a nawet bylicy. Historycy nie są zgodni, do kiedy piece były używane – prawdopodobnie porzucono je w 1879 r. Okoliczne nieruchomości służyły do różnych celów. Miały reputację kryjówek złodziei napadających na dyliżanse. Poszukiwacze cennych metali chronili się w nich, na czas niesprzyjającej pogody.

## Geografia
Park znajduje się na wysokości 2150 m n.p.m. (7054 stóp). Jest otwarty przez cały rok, ale w miesiącach zimowych zwiedzanie może być niebezpieczne z powodu błota i śniegu. Latem temperatury dochodzą do ok. 32°C (90°F) w ciągu dnia, lecz mogą bardzo obniżyć się nocą. Na tej wysokości pogoda może być zmienna. Zimą temperatury zwykle spadają poniżej 0°C.